# Heckler & Koch G36
El Heckler & Koch G36 (Gewehr Model 36) es un fusil de asalto de calibre 5,56 mm diseñado por Heckler & Koch en Alemania durante la década de 1990 como sustituto del fusil HK G3. Sigue siendo el arma de dotación del ejército Alemán pero existe un concurso de sustitución en proceso, actualmente sigue siendo el arma de dotación principal en las Fuerzas Armadas de España y las Fuerzas Armadas de Lituania, entre otros usuarios. Además lo emplean un gran número de unidades de operaciones especiales de diversos países.

## Historia
El fusil HK G36 nació en la década de 1980, cuando el Bundeswehr encargó al fabricante de armas Heckler & Koch que desarrollara un nuevo sistema de arma para sustituir al fusil de servicio de las Fuerzas Armadas de Alemania desde la década de 1950: el Heckler & Koch G3. Este encargo se produjo después de que dos diseños anteriores de Heckler & Koch, el revolucionario Heckler & Koch G11 y el más convencional Heckler & Koch G41, fueran ambos rechazados en la década de 1980. 
En lugar de comenzar de cero con un diseño totalmente nuevo, los ingenieros de Heckler & Koch, dirigidos por Ernst Mauch, idearon hacia principios de la década de 1990 lo que dentro de la empresa se conocía como HK50, el cual posteriormente, una vez que fue aceptado en el mercado militar, la Bundeswehr lo designó como G36. 
Para su nuevo HK50 (o proyecto 50), la compañía usó elementos de una variedad de diseños más antiguos y agregó algunas innovaciones dirigidas por la experiencia con los diseños anteriores HK 36, HK VP70 y HK G11. El sistema de disparo es similar al del AR-18, utilizando un sistema de recarga automática con pistón accionado por gas de retroceso corto y cerrojo rotativo Johnson/Stoner. Mientras que el AR-18 usaba un pistón convencional y varillas de guía duales, el G36 utiliza un pistón con anillos similares al fusil M16 y solamente una varilla de guía. En 1995 el G36 fue seleccionado por la Bundeswehr para sustituir a los míticos y veteranos Heckler & Koch G3.

## Diseño
El fusil dispara el cartucho estándar 5,56 x 45 OTAN con una cadencia máxima de 750 disparos/minuto; puede disparar en modo semiautomático o automático, para lo cual cuenta con una palanca selectora sobre el disparador. El mecanismo de disparo es accionado por gas, teniendo un cerrojo con cabezal rotativo en vez del sistema de rodillos retardados (acerrojamiento semirrígido) usados previamente por la HK en el HK G3. Este fusil usa un sistema de pistón de gas de recorrido corto, que mantiene el cajón de mecanismos muy limpio y libre de encasquillamientos, consiguiendo un fusil capaz de disparar decenas de miles de cartuchos sin necesidad de limpiarlo. Ello representa una ventaja respecto al complicado M16, que causaba muchos fallos en sus primeros años y el cual aún hoy requiere de una limpieza meticulosa para que funcione de forma fiable.
Desarrollado por la HK a mediados de la década de 1990, el G36 de 5,56 mm es un verdadero sistema modular de armas hecho casi por completo de polímero reforzado con fibra de carbono, que emplea un sencillo sistema de recarga accionada por gas con émbolo autorregulable. Siendo un arma ligera, el G36 puede configurarse como fusil de asalto, carabina compacta, carabina o ametralladora ligera. Ampliamente probado y usado por  numerosas fuerzas armadas en todo el mundo, el G36 también es empleado por diferentes cuerpos policiales.
Los fusiles G36 utilizan cañones de 480 mm con ánima cromada, hechos de un acero especial forjado en frío según un proceso especial de HK para alcanzar una larga vida útil y mantener su precisión. Las principales piezas del arma (cajón de mecanismos, conjunto del gatillo, culata, guardamanos y asa de transporte) están hechas de polímero a prueba de corrosión y refuerzo de acero. Esto reduce el peso sin perder resistencia, durabilidad y firmeza. Los cargadores también están hechos de polímero translúcido de alta resistencia, pudiendo unirse en parejas mediante resaltes y entalles.
El sistema de recarga accionada por gas del G36 no dirige el hollín al interior del arma, como en el caso de otro fusiles que emplean el mismo sistema. Esto asegura una operación fiable incluso después de haber disparado miles de cartuchos y no haber limpiado el fusil. Las piezas de polímero pueden limpiarse fácilmente con soluciones de limpieza a base de agua, o simplemente con agua.
En la parte superior del cajón de mecanismos del G36 se pueden instalar una variedad de sistemas de puntería, incluyendo la Mira de Combate Dual (combinación de una mira réflex de "punto rojo" y una mira telescópica de 3x aumentos). En el cajón de mecanismos también se puede instalar un riel Picatinny en forma de arco, para montar cualquier tipo de mira telescópica o alza mecánica.  

### Variantes

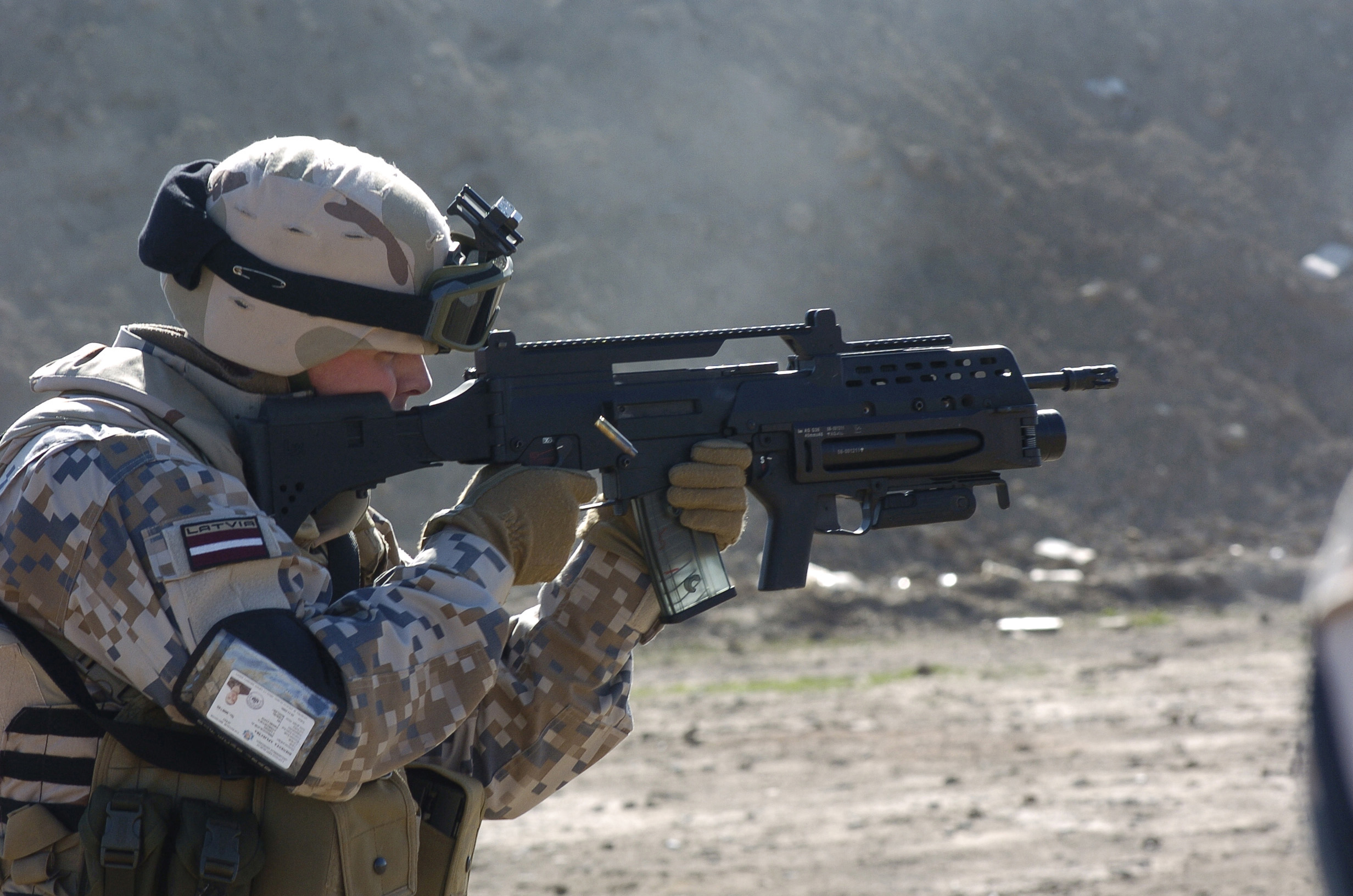
Un soldado letón disparando un G36KV con riel Picatinny y lanzagranadas AG36, cerca de Ad Diwaniyah, Irak, febrero de 2007.

El G36 tiene cuatro versiones principales diferentes, que comparten el mismo cajón de mecanismos y difieren únicamente en el peso y longitud del cañón y del guardamano. Además, para tres de las versiones existe una variante de exportación (antes denominada E, ahora V).
- G36. Versión principal. Puede disparar granadas de fusil estándar OTAN y lleva un aditamento junto al apagallamas para acoplarle un cuchillo-bayoneta. También se pueden usar los cargadores de cien cartuchos Beta C-Mag y el bípode, originariamente diseñados para la MG36. Existe asimismo un guardamanos modificado para acoplarle el lanzagranadas AG36 de 40 mm.
- G36V, antes G36E. Versión de exportación del G36.
- G36K (Kurz). Versión carabina. Se diferencia del G36 en que tiene el cañón y el guardamanos más cortos; la longitud del cañón es de 318 mm. Con la culata plegada su longitud total es de 615 mm, lo que hace que sea apropiada para actuar tanto en espacios cerrados como dentro de vehículos.
- G36KV, antes G36KE. Versión de exportación del G36K.
- G36C (Compact). Versión compacta. Con un cañón y guardamanos muy cortos, es una carabina compacta con cañón de 228 mm. Con la culata plegada tiene una longitud total de 500 mm y es más corto que el MP5 de 9 mm. El G36C es la carabina de 5,56 mm de producción en serie más corta de la actualidad. Su tamaño hace que sea especialmente apropiada para operaciones en espacios reducidos o cualquier otra aplicación donde sea requerida un arma potente y compacta. Tiene un guardamanos y también se le pueden incorporar miras adicionales a elección del usuario. A este fusil de asalto se le han hecho numerosas pruebas. El G36C es capaz de disparar bajo el  agua, así como cubierto de arena y barro.
- MG36 (Maschinegewehr). Versión ametralladora ligera. Con la misma longitud que el G36, monta un cañón más pesado. Se incluye un bípode en el equipo estándar, así como tambores de cien cartuchos (aunque acepta los cargadores estándar de 30).
- MG36E. Versión de exportación de la MG36.

También existe un fusil semiautomático deportivo basado en el G36: el Heckler & Koch SL8.

### Sistemas de puntería
Hay tres tipos de sistemas de puntería, que traen de serie las distintas versiones del G36:
- Las versiones G36 y el G36K tienen integradas una mira óptica con aumento de 3x y encima otra de punto rojo de 1x.

- Las versiones G36V y G36KV (antes G36E y G36KE) sólo tienen integrada la mira óptica, con aumento de 3x o de 1,5x a elección, pero es posible acoplar posteriormente como complemento otra mira, normalmente de tipo electrónica, encima mediante rieles estándar.

- La versión G36C no trae miras ópticas ni reflex de serie; debido a su diseño compacto tiene un riel en forma de puente que se prolonga a lo largo del fusil compacto e incorpora el alza y el punto de mira, con riel estándar y sistema de puntería tradicional en el que se pueden incorporar miras adicionales a elección del usuario.

## Polémicas en su uso

### Sobrecalentamiento
El 2 de abril del 2010, 32 paracaidistas de la Bundeswehr alemana fueron emboscados al norte de Afganistán en un incidente conocido como la Karfreitagsgefecht, quedando acorralados e incomunicados, y peleando en un enfrentamiento que duró aproximadamente nueve horas. Durante esta pelea se reportó que los fusiles G36 (fusil estándar de la Bundeswehr) se sobrecalentaban con frecuencia, lo cual afectaba negativamente la precisión del rifle.
El saldo final de este enfrentamiento fue la pérdida de tres paracaidistas alemanes, lo que provocó un debate sobre la efectividad de dicho fusil de asalto.
Heckler & Koch afirmó que los fallos de los rifles provenían de municiones defectuosas o de la cubierta de estaño del cañón aplicada por la Bundeswehr, y también citaron su uso generalizado como prueba de la efectividad del arma. El Ministerio de Defensa demandó a H&K, diciendo que estaban legalmente obligados a reparar sus rifles. El tribunal falló a favor de H&K, diciendo que dado que el G36 fue diseñado de acuerdo con las especificaciones del propio Ministerio, H&K no era responsable de ningún fallo en el arma.
Pruebas de otros ejércitos como el de Lituania han determinado que el G36 es un arma fiable para la infantería.
En España se han efectuado pruebas con fusiles HKG36 con cañones fabricados en la fábrica de armas Santa Bárbara de La Coruña y no presentaban este problema.

### México
El 21 de febrero de 2019 la empresa y dos de sus ex-empleados fueron condenados por un tribunal alemán por vender ilegalmente fusiles H&K G36 a distintos gobiernos de México que no observan los derechos humanos. Para lograr la venta dos empleados (el jefe de ventas I. Sahlmann y la empleada administrativa M. Beuter) habrían utilizado permisos fraudulentos en la venta de 4700 fusiles y cartuchos. Algunas de estas armas fueron usadas en hechos violentos por fuerzas policiales.
El primer hecho fue un ataque policial efectuado por policías federales, estatales y locales contra los estudiantes de la Escuela Normal Rural de Ayotzinapa y organizaciones campesinas en las que se usaron fusiles de alto poder para dispersar violentamente un bloqueo en la Autopista del Sol el 12 de diciembre de 2011, donde murieron dos estudiantes. Según reportes de medios en la escena del crimen fueron encontrados casquillos percutidos calibre 7,62 mm, usados en el fusil G3, no en el G36.
El segundo hecho criminal fue durante la desaparición forzada de Iguala de 2014 en la noche del 26 al 27 de septiembre de 2013, en la que elementos de las policías municipales de Iguala y Cocula, las cuales habrían recibido las armas a través del Ejército Mexicano para el combate al crimen, y fueron usadas contra los estudiantes de la Normal Rural de Ayotzinapa y otras víctimas.
Luego de un trabajo entre organizaciones de la sociedad civil y derechos humanos en México y Alemania, la Audiencia Provincial de Stuttgart dictó una multa de 3,7 millones de euros a la empresa y penas de libertad condicional a los dos empleados involucrados.

## Galería

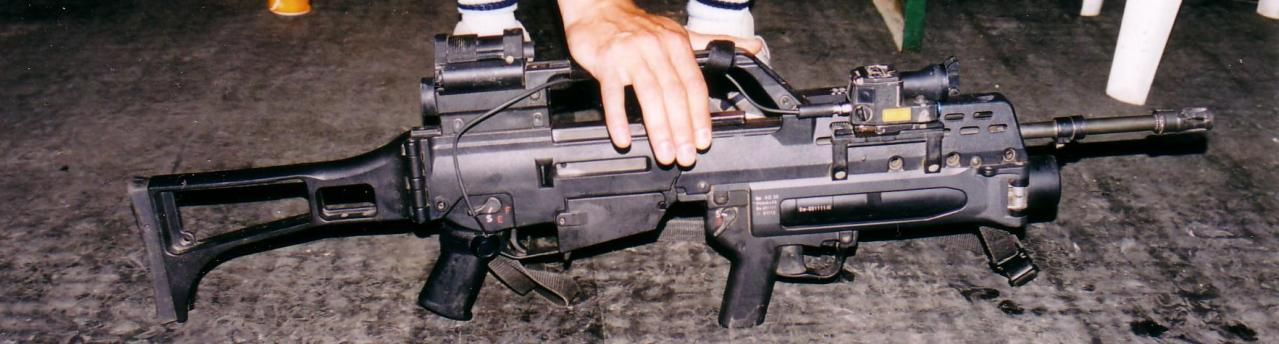
Un HK G36 con lanzagranadas AG36 incorporado y con un módulo láser LLM01.
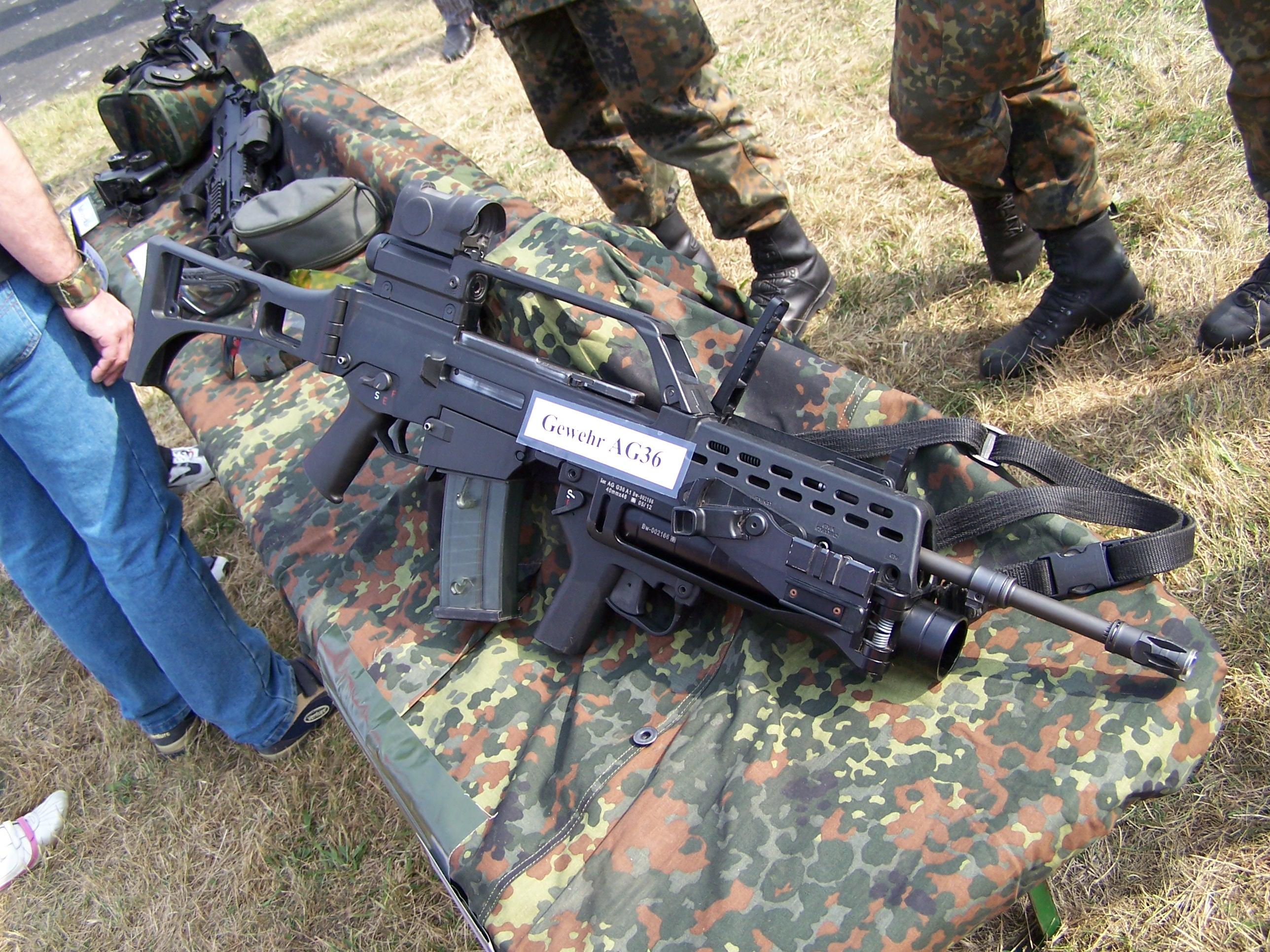
Un G36A2 con mira reflex Zeiss RSA y lanzagranadas AG36.
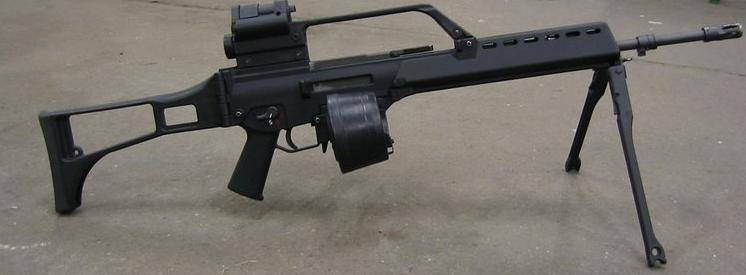
Un HK G36 con bípode y tambor doble de 100 cartuchos.
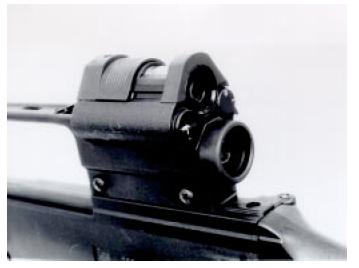
Sistema de puntería doble, con mira óptica de 3x aumentos (abajo) y de punto rojo (arriba).
Componentes de la retícula de la mira óptica.

## Usuarios
- Argentina Empleado por el Grupo Especial de Asalto Táctico de la Policía (GEAT) de Seguridad Aeroportuaria Argentina como fusil largo estándar.[9]
- Alemania: Empleado por el Bundeswehr,[10][11][12] la Policía Federal[13] y la Oficina Federal de Investigación Criminal.
- Argelia: Empleado por el Destacamento Especial de Intervención, la Dirección de Seguridad y Protección Presidencial y las Fuerzas especiales de Argelia.
- Australia: Empleado por el Grupo de Respuesta Especial de la Policía Federal Australiana[14][15]
- Arabia Saudita: Empleado por el Ejército saudí.[16]
- Bélgica: Empleado por el Escuadrón Especial de la Policía de Amberes.[17]
- Brasil: Empleado por la Policía Federal.[18]
- Canadá: Empleado por el Departamento de Policía de Victoria.[19]
- Croacia: Empleado por las Fuerzas Armadas de Croacia[20][21] y varias Unidades Especiales de la Policía.
- Corea del Sur: Empleado por el Equipo Especial de Ataque Marítimo de la Guardia Costera.[22]
- Dinamarca Empleado por la Fuerza de Acción Policial de la Policía de Dinamarca[23][24]
- Egipto: Empleado por las Fuerzas Especiales de la Policía[25]
- España: Fuerzas Armadas de España,[26][27][28] la Grupos de Operaciones Especiales del Ejército de Tierra, Escuadrón de Zapadores Paracaidistas del Ejército del Aire, la Unidad de Operaciones Especiales de la Armada Española, la Infantería de Marina de la Armada Española, la Unidad Militar de Emergencias, el Cuerpo Nacional de Policía, la Guardia Civil, los Mozos de Escuadra y la Ertzaintza.[29]
- Estados Unidos: Empleado por la Policía del Capitolio[30] y el Departamento de Policía de Baltimore.[31]
- Finlandia: Empleado por la Policía de Finlandia y la Guardia Fronteriza Finlandesa[32]
- Filipinas: Fuerzas Armadas de las Filipinas.[33]
- Francia: Empleado por el Ejército,[34] el Groupe d’Intervention de la Police Nationale[35][36] y la Policía Nacional.[37][38]
- Georgia: Empleado por las unidades especiales de la Policía y la Guardia Costera.[39]
- Hong Kong: Empleado por la Unidad de Tareas Especiales de la Policía de Hong Kong[40]
- Islandia: Empleado por la Policía de Islandia y su unidad especial el "Escuadrón Vikingo".[41]
- Indonesia: Empleado por la unidad especial Kopassus del Ejército[42] y la unidad especial Denjaka de la Armada.[43]
- Italia: Empleado por la unidad especial NOCS de la Policía.[44]
- Jordania: Empleado por las Fuerzas Especiales jordanas.[45][46]
- Kosovo: Empleado por la Fuerza de Seguridad de Kósovo.[47][48]
- Letonia: Empleado por el Ejército de Letonia y la Guardia Nacional letona.[26][49]
- Líbano: Empleado por las Fuerzas Armadas del Líbano y las Fuerzas de Seguridad Interna.[50]
- Lituania: Empleado por las Fuerzas Armadas de Lituania.[51]
- Malasia: Empleado por la unidad antiterrorista PASKAL de la Real Armada de Malasia.[52][53][54][55]
- Marruecos: Empleada por las Fuerzas Auxiliares de Marruecos y la Gendarmería Real de Marruecos.

- Mongolia: Fuerzas Armadas de Mongolia.[56]
- Montenegro: Ejército de Montenegro.[57]
- Noruega: Armada de Noruega.[26]
- Polonia: Unidades especiales de la Policía polaca.[58]
- Portugal: Empleado por la Infantería de Marina,[26] la Guarda Nacional Republicana[59] y el Grupo de Operaciones Especiales de la Polícia de Segurança Pública.[60]
- Reino Unido: Empleado por el Ejército Británico,[61][62] el SAS[63] y varias agencias policiales.[64][65]
- República Checa: Empleado por la Policía de la República Checa[66]
- Rumania: Empleado por el 1.er Regimiento de Operaciones Especiales del Ejército de Rumanía.[67]
- Serbia: Empleado por la Brigada Especial del Ejército serbio.[68]
- Suecia: Empleado por las unidades especiales de la Policía[69] y el Ejército.
- Tailandia: Empleado por la Unidad de Operaciones Especiales de la Policía Real tailandesa,[70][71] el Real Ejército Tailandés[72][73][74] y la Real Infantería de Marina de Tailandia.[75][76]
- Timor Oriental: Empleado por la Policía Nacional de Timor.[77]
- Uruguay: Empleado por las Fuerzas Armadas del Uruguay.
- Venezuela: Empleada de manera reducida en varias Fuerzas de Operaciones Especiales adscritas a las FANB.

### Desarrollos relacionados
- Heckler & Koch AG36: lanzagranadas para el G36
- Heckler & Koch SL8

### Armas similares
- XM8
- Bushmaster ACR
- FN SCAR
- Heckler & Koch HK416
- Beretta ARX-160
- FX-05 Xiuhcoatl
- IMBEL IA2

### Listas relacionadas
- Anexo:Materiales del Ejército de Tierra de España
- Anexo:Materiales de la Infantería de Marina Española